# Apogonia opaca
Apogonia opaca är en skalbaggsart som beskrevs av Raffaello Gestro 1883. Apogonia opaca ingår i släktet Apogonia och familjen Melolonthidae. Inga underarter finns listade i Catalogue of Life.